# Olympische Winterspiele 1994/Teilnehmer (Slowakei)
| Gelbes Symbol für Goldmedaillen mit stilisierten Olympischen Ringen | Graues Symbol für Silbermedaillen mit stilisierten Olympischen Ringen | Braundes Symbol für Bronzemedaillen mit stilisierten Olympischen Ringen |
| ------------------------------------------------------------------- | --------------------------------------------------------------------- | ----------------------------------------------------------------------- |
| —                                                                   | —                                                                     | —                                                                       |

Die Slowakei nahm an den Olympischen Winterspielen 1994 im norwegischen Lillehammer mit einer Delegation von 42 Athleten in sieben Disziplinen teil, davon 34 Männer und 8 Frauen. Ein Medaillengewinn gelang keinem der Athleten. Es war die erste Teilnahme der Slowakei als eigenständige Nation an Olympischen Winterspielen.
Fahnenträger bei der Eröffnungsfeier war der Eishockeyspieler Peter Šťastný.

## Teilnehmer nach Sportarten

### Biathlon
| Athleten                                              | Wettbewerbe        | Zeit        | Fehler      | Rang |
| ----------------------------------------------------- | ------------------ | ----------- | ----------- | ---- |
| Frauen                                                |                    |             |             |      |
| Martina Jašicová                                      | 7,5 km Sprint      | 27:11,6 min | 2 (1+1)     | 15   |
| Martina Jašicová                                      | 15 km Einzel       | 53:56,4 min | 2 (0+0+1+1) | 6    |
| Soňa Mihoková                                         | 7,5 km Sprint      | 27:03,8 min | 2 (1+1)     | 12   |
| Soňa Mihoková                                         | 15 km Einzel       | 58:46,5 min | 7 (1+2+2+2) | 40   |
| Männer                                                |                    |             |             |      |
| Pavel Kotraba                                         | 10 km Sprint       | 32:04,0 min | 4 (2+2)     | 51   |
| Daniel Krčmář                                         | 10 km Sprint       | 32:24,1 min | 4 (1+3)     | 57   |
| Lukáš Krejči                                          | 20 km Einzel       | 1:03:28,0 h | 5 (1+1+1+2) | 50   |
| Pavel Sládek                                          | 20 km Einzel       | 1:03:51,7 h | 3 (0+1+0+2) | 56   |
| Pavel Sládek Pavel Kotraba Daniel Krčmář Lukáš Krejči | 4 × 7,5 km-Staffel | 1:40:00,3 h | 3 (0+3)     | 18   |

### Eishockey
| Wettbewerb        | Männer |
| ----------------- | --- |
| Spieler           | Eduard Hartmann Jaromír Dragan Miroslav Michalek Jerguš Bača Marián Smerčiak Miroslav Marcinko Ľubomír Sekeráš Vladimír Buříl Stanislav Medřik Ján Varholík Róbert Švehla Vlastimil Plavucha Oto Haščák Dušan Pohoreleč René Pucher Miroslav Šatan Branislav Jánoš Roman Kontšek Peter Šťastný Ľubomír Kolník Jozef Daňo Róbert Petrovický Žigmund Pálffy |
| Trainer           | Július Supler |
| Vorrunde          | Schweden 4:4 (1:2, 2:0, 1:2) Vereinigte Staaten 3:3 (1:1, 1:0, 1:2) Italien 10:4 (6:2, 3:1, 1:1) Kanada 3:1 (1:1, 1:0, 1:0) Frankreich 6:2 (4:1, 2:0, 0:1) |
| Viertelfinale     | Russland 3:4 n. V. (2:1, 0:1, 0:0, 0:1) |
| Platzierungsrunde | Deutschland 6:5 n. V. (0:3, 3:0, 2:2, 1:0) |
| Spiel um Platz 5  | Tschechien 1:7 (1:4, 0:1, 0:2) |
| Platzierung       | 6 |

### Nordische Kombination
| Athleten       | Wettbewerb                        | Skispringen | Skispringen | Langlauf    | Langlauf | Zeit        | Rang |
| Athleten       | Wettbewerb                        | Punkte      | Rang        | Zeit        | Rang     | Zeit        | Rang |
| -------------- | --------------------------------- | ----------- | ----------- | ----------- | -------- | ----------- | ---- |
| Männer         |                                   |             |             |             |          |             |      |
| Jozef Bachleda | Gundersen-Wettkampf Normalschanze | 140,5       | 52          | 41:54,4 min | 38       | 53:44,4 min | 51   |
| Martin Bayer   | Gundersen-Wettkampf Normalschanze | 142,5       | 51          | 44:43,9 min | 51       | 56:19,9 min | 52   |
| Michal Glacko  | Gundersen-Wettkampf Normalschanze | 184,0       | 36          | 40:02,5 min | 19       | 47:02,5 min | 26   |

### Rennrodeln
| Athlet            | Wettbewerb | Lauf 1   | Lauf 1 | Lauf 2   | Lauf 2 | Lauf 3   | Lauf 3 | Lauf 4   | Lauf 4 | Gesamt       | Gesamt |
| Athlet            | Wettbewerb | Zeit     | Rang   | Zeit     | Rang   | Zeit     | Rang   | Zeit     | Rang   | Zeit         | Rang   |
| ----------------- | ---------- | -------- | ------ | -------- | ------ | -------- | ------ | -------- | ------ | ------------ | ------ |
| Frauen            |            |          |        |          |        |          |        |          |        |              |        |
| Mária Jasenčáková | Einsitzer  | 49,411 s | 13     | 50,351 s | 20     | 49,276 s | 3      | 49,418 s | 7      | 3:18,456 min | 15     |
| Männer            |            |          |        |          |        |          |        |          |        |              |        |
| Jozef Škvarek     | Einsitzer  | 51,775 s | 23     | 51,835 s | 23     | 51,300 s | 19     | 51,612 s | 19     | 3:26,522 min | 19     |

### Ski Alpin
| Athleten           | Wettbewerbe        | 1. Lauf     | 1. Lauf | 2. Lauf     | 2. Lauf | Gesamt      | Gesamt |
| Athleten           | Wettbewerbe        | Zeit        | Rang    | Zeit        | Rang    | Zeit        | Rang   |
| ------------------ | ------------------ | ----------- | ------- | ----------- | ------- | ----------- | ------ |
| Frauen             |                    |             |         |             |         |             |        |
| Lucia Medzihradská | Abfahrt            | —           | —       | —           | —       | 1:39,22 min | 32     |
| Lucia Medzihradská | Alpine Kombination | 1:30,70 min | 26      | 1:41,67 min | 13      | 3:12,37 min | 13     |
| Lucia Medzihradská | Slalom             | 1:02,67 min | 27      | 58,88 s     | 17      | 2:01,55 min | 20     |
| Lucia Medzihradská | Super-G            | —           | —       | —           | —       | 1:25,57 min | 33     |

### Skilanglauf
| Athleten                                                                     | Wettbewerbe      | Zeit        | Rang |
| ---------------------------------------------------------------------------- | ---------------- | ----------- | ---- |
| Frauen                                                                       |                  |             |      |
| Ľubomíra Balážová                                                            | 5 km klassisch   | 15:23,9 min | 21   |
| Ľubomíra Balážová                                                            | 10 km Verfolgung | 31:20,1 min | 24   |
| Ľubomíra Balážová                                                            | 30 km klassisch  | 1:30:58,7 h | 18   |
| Jaroslava Bukvajová                                                          | 5 km klassisch   | 16:26,6 min | 46   |
| Jaroslava Bukvajová                                                          | 10 km Verfolgung | 33:20,3 min | 40   |
| Alžběta Havrančíková                                                         | 5 km klassisch   | 15:47,2 min | 32   |
| Alžběta Havrančíková                                                         | 10 km Verfolgung | 30:02,0 min | 17   |
| Alžběta Havrančíková                                                         | 15 km Freistil   | 42:34,4 min | 8    |
| Alžběta Havrančíková                                                         | 30 km klassisch  | 1:33:41,5 h | 32   |
| Tatiana Kutlíková                                                            | 5 km klassisch   | 16:27,7 min | 48   |
| Tatiana Kutlíková                                                            | 10 km Verfolgung | 32:45,0 min | 35   |
| Tatiana Kutlíková                                                            | 15 km Freistil   | 47:34,9 min | 46   |
| Tatiana Kutlíková                                                            | 30 km klassisch  | 1:36:41,4 h | 43   |
| Ľubomíra Balážová Jaroslava Bukvajová Tatiana Kutlíková Alžběta Havrančíková | 4 × 5 km-Staffel | 1:01:00,2 h | 7    |
| Männer                                                                       |                  |             |      |
| Ivan Bátory                                                                  | 10 km klassisch  | 26:58,7 min | 43   |
| Ivan Bátory                                                                  | 15 km Verfolgung | 41:14,3 min | 34   |

### Skispringen
| Athleten        | Wettbewerb    | 1. Durchgang | 1. Durchgang | 1. Durchgang | 2. Durchgang | 2. Durchgang | 2. Durchgang | Gesamt | Gesamt |
| Athleten        | Wettbewerb    | Weite        | Punkte       | Rang         | Weite        | Punkte       | Rang         | Punkte | Rang   |
| --------------- | ------------- | ------------ | ------------ | ------------ | ------------ | ------------ | ------------ | ------ | ------ |
| Männer          |               |              |              |              |              |              |              |        |        |
| Miroslav Slušný | Normalschanze | 80,5 m       | 92,0         | 46           | 66,5 m       | 60,0         | 52           | 152,0  | 51     |
| Miroslav Slušný | Großschanze   | 94,5 m       | 65,6         | 39           | 82,0 m       | 41,1         | 50           | 106,7  | 45     |
| Martin Švagerko | Normalschanze | 81,5 m       | 97,5         | 40           | 90,0 m       | 115,5        | 16           | 212,0  | 25     |
| Martin Švagerko | Großschanze   | 98,0 m       | 74,4         | 30           | 100,0 m      | 78,5         | 23           | 152,9  | 28     |